# Anthonomus
Anthonomus es un género de insectos coleópteros de  la familia Curculionidae con más de 500 especies alrededor del mundo. Este género incluye plagas agrícolas importantes como el gorgojo de algodón (Anthonomus grandis), el gorgojo de la fresa y el gorgojo del chile (Anthonomus eugenii), así como agentes de control biológico de plaga prometedores como Anthonomus santacruzi y Anthonomus monostigma.

## Taxonomía
- Anthonomus abdominalis
- Anthonomus accola
- Anthonomus acerolae
- Anthonomus acus
- Anthonomus adnexus
- Anthonomus aegrotus
- Anthonomus aeneolus
- Anthonomus aeneotinctus
- Anthonomus aereus
- Anthonomus aeroides
- Anthonomus aestuans
- Anthonomus affinis
- Anthonomus agamus
- Anthonomus agerochus
- Anthonomus agresi
- Anthonomus aguilari
- Anthonomus aino
- Anthonomus albitus
- Anthonomus alboannulatus
- Anthonomus albocapitis
- Anthonomus albocivitensis
- Anthonomus albolineatus
- Anthonomus albomaculatus
- Anthonomus albopictus
- Anthonomus albopilosus
- Anthonomus albopunctatus
- Anthonomus alboscutellatus
- Anthonomus alni
- Anthonomus altamnis
- Anthonomus alternans
- Anthonomus amaguensis
- Anthonomus amari
- Anthonomus ambiguus
- Anthonomus amygdali
- Anthonomus ancepitis
- Anthonomus anenius
- Anthonomus annulipes
- Anthonomus anomalops
- Anthonomus anthracinus
- Anthonomus antirrhini
- Anthonomus apertus
- Anthonomus aphanostephi
- Anthonomus apionoides
- Anthonomus appositus
- Anthonomus aptus
- Anthonomus araucanus
- Anthonomus arenicolor
- Anthonomus argentatus
- Anthonomus argentinensis
- Anthonomus argocephale
- Anthonomus aristus
- Anthonomus armicrus
- Anthonomus arrogans
- Anthonomus ater
- Anthonomus aterrimus
- Anthonomus atomarius
- Anthonomus auctoratis
- Anthonomus australis
- Anthonomus avarus
- Anthonomus avidus
- Anthonomus azalus
- Anthonomus babai
- Anthonomus baccharidis
- Anthonomus bajaensis
- Anthonomus bardus
- Anthonomus baridioides
- Anthonomus basalis
- Anthonomus basidens
- Anthonomus baudueri
- Anthonomus bavarus
- Anthonomus beccus
- Anthonomus bechynei
- Anthonomus bechyneorum
- Anthonomus behnei
- Anthonomus bellus
- Anthonomus belti
- Anthonomus berberidis
- Anthonomus bicorostris
- Anthonomus bidentatus
- Anthonomus bifasciatus
- Anthonomus bifidus
- Anthonomus bimaculatus
- Anthonomus biplagiatus
- Anthonomus bisignatus
- Anthonomus bisignifer
- Anthonomus bisinuatus
- Anthonomus bituberculatus
- Anthonomus blanchardi
- Anthonomus blatchleyi
- Anthonomus blik
- Anthonomus bohemani
- Anthonomus bolteri
- Anthonomus bondari
- Anthonomus bonvouloiri
- Anthonomus bordoni
- Anthonomus brachyrhinus
- Anthonomus brasiliensis
- Anthonomus brenthus
- Anthonomus brevipennis
- Anthonomus brevirostris
- Anthonomus brevispinus
- Anthonomus britannus
- Anthonomus bruchi
- Anthonomus brunneipennis
- Anthonomus brunnipennis
- Anthonomus cacerensis
- Anthonomus cacuminis
- Anthonomus caeruleus
- Anthonomus caerulisquamis
- Anthonomus caesius
- Anthonomus calceatus
- Anthonomus californiensis
- Anthonomus callirrhoe
- Anthonomus callosus
- Anthonomus calvescens
- Anthonomus camerunensis
- Anthonomus camoiranensis
- Anthonomus campinas
- Anthonomus canaliculatus
- Anthonomus canescens
- Anthonomus canoides
- Anthonomus canus
- Anthonomus capensis
- Anthonomus captivus
- Anthonomus caracasius
- Anthonomus carbonarius
- Anthonomus carnifex
- Anthonomus catocha
- Anthonomus cavei
- Anthonomus challtonii
- Anthonomus championi
- Anthonomus chaos
- Anthonomus chernatris
- Anthonomus chevrolati
- Anthonomus chilensis
- Anthonomus chilicola
- Anthonomus chinculticensis
- Anthonomus ciccus
- Anthonomus ciliaticollis
- Anthonomus cinctus
- Anthonomus cinereus
- Anthonomus clavatus
- Anthonomus coactus
- Anthonomus cognatus
- Anthonomus collinus
- Anthonomus comari
- Anthonomus comatosus
- Anthonomus commutatus
- Anthonomus comparabilis
- Anthonomus concinnus
- Anthonomus concubius
- Anthonomus confusus
- Anthonomus connexus
- Anthonomus consimilis
- Anthonomus conspersus
- Anthonomus constrictus
- Anthonomus contaminatus
- Anthonomus convexicollis
- Anthonomus convexifrons
- Anthonomus convexipennis
- Anthonomus convictus
- Anthonomus corvulus
- Anthonomus cossonoides
- Anthonomus costipennis
- Anthonomus costulatus
- Anthonomus coyamensis
- Anthonomus crataegi
- Anthonomus crenatus
- Anthonomus cretaceus
- Anthonomus cribratellus
- Anthonomus cristatus
- Anthonomus curtulus
- Anthonomus curtus
- Anthonomus curvicrus
- Anthonomus curvirostris
- Anthonomus cuyaguensis
- Anthonomus cyaneus
- Anthonomus cyanicolor
- Anthonomus cyanipennis
- Anthonomus cycliferus
- Anthonomus cylindricollis
- Anthonomus cymatilis
- Anthonomus cyprius
- Anthonomus czekanowskii
- Anthonomus dealbatus
- Anthonomus debilis
- Anthonomus deceptus
- Anthonomus decipiens
- Anthonomus defossus
- Anthonomus deliqulus
- Anthonomus dentatus
- Anthonomus denticrus
- Anthonomus denticulatus
- Anthonomus dentipennis
- Anthonomus dentipes
- Anthonomus dentoni
- Anthonomus desbrochersi
- Anthonomus deserticolus
- Anthonomus diamantinaensis
- Anthonomus dicionis
- Anthonomus differens
- Anthonomus dilutus
- Anthonomus discoidalis
- Anthonomus disjunctus
- Anthonomus dissimilis
- Anthonomus distigma
- Anthonomus distinguendus
- Anthonomus divisus
- Anthonomus dogma
- Anthonomus dormitor
- Anthonomus dorsalis
- Anthonomus druparum
- Anthonomus dufaui
- Anthonomus duplus
- Anthonomus duprezi
- Anthonomus ebenicus
- Anthonomus effetus
- Anthonomus elatus
- Anthonomus elegans
- Anthonomus elongatulus
- Anthonomus elongatus
- Anthonomus erythropterus
- Anthonomus esse
- Anthonomus estebani
- Anthonomus eugenii
- Anthonomus excelsus
- Anthonomus excultus
- Anthonomus exiguum
- Anthonomus existo
- Anthonomus extensus
- Anthonomus faber
- Anthonomus faillae
- Anthonomus fasciatus
- Anthonomus fastosus
- Anthonomus faustinoi
- Anthonomus felipae
- Anthonomus femoratus
- Anthonomus ferrugineus
- Anthonomus figuratus
- Anthonomus filicornis
- Anthonomus filirostris
- Anthonomus finitimus
- Anthonomus fischeri
- Anthonomus fissicaudus
- Anthonomus flavescens
- Anthonomus flavicornis
- Anthonomus flavidomus
- Anthonomus flavus
- Anthonomus flexuosus
- Anthonomus floralis
- Anthonomus foliicola
- Anthonomus formosus
- Anthonomus fortunatus
- Anthonomus fragariae
- Anthonomus frustratus
- Anthonomus fulvipes
- Anthonomus fulvus
- Anthonomus funereus
- Anthonomus furcatus
- Anthonomus fuscipennis
- Anthonomus fuscomaculatus
- Anthonomus fusicolor
- Anthonomus gallinae
- Anthonomus galphimiae
- Anthonomus gaurus
- Anthonomus geminus
- Anthonomus gentilis
- Anthonomus germanicus
- Anthonomus gerra
- Anthonomus gibbicrus
- Anthonomus gibbipennis
- Anthonomus gigas
- Anthonomus globosus
- Anthonomus gracilicornis
- Anthonomus gracilipes
- Anthonomus gracilis
- Anthonomus grandis
- Anthonomus gravatis
- Anthonomus grilati
- Anthonomus griseisquamis
- Anthonomus grouvellei
- Anthonomus guadelupennis
- Anthonomus guadelupensis
- Anthonomus guanita
- Anthonomus guerreroensis
- Anthonomus gularis
- Anthonomus guttatus
- Anthonomus haematopus
- Anthonomus haemorrhoidalis
- Anthonomus haliki
- Anthonomus hamiltoni
- Anthonomus hastigerus
- Anthonomus helianthi
- Anthonomus helopioides
- Anthonomus helvolus
- Anthonomus heterogenus
- Anthonomus heterothecae
- Anthonomus hicoriae
- Anthonomus hirsutus
- Anthonomus hirtus
- Anthonomus homunculus
- Anthonomus howdenorum
- Anthonomus humeralis
- Anthonomus humerosus
- Anthonomus humerulus
- Anthonomus hunteri
- Anthonomus hustachi
- Anthonomus iactationis
- Anthonomus idea
- Anthonomus imbifidus
- Anthonomus immolator
- Anthonomus imperium
- Anthonomus inaequalis
- Anthonomus inanimis
- Anthonomus incanus
- Anthonomus incomptus
- Anthonomus inconcinnus
- Anthonomus incurvus
- Anthonomus indolis
- Anthonomus inermis
- Anthonomus inertis
- Anthonomus infirmus
- Anthonomus infletus
- Anthonomus inobseptus
- Anthonomus inornatus
- Anthonomus instabilis
- Anthonomus interfector
- Anthonomus intermedius
- Anthonomus interpositus
- Anthonomus interruptus
- Anthonomus interstitialis
- Anthonomus inversus
- Anthonomus ironia
- Anthonomus irroratus
- Anthonomus isthmicus
- Anthonomus izafa
- Anthonomus jacobinus
- Anthonomus javeti
- Anthonomus julichi
- Anthonomus juncturus
- Anthonomus juniperi
- Anthonomus juniperinus
- Anthonomus kirschi
- Anthonomus klapperichi
- Anthonomus koenigi
- Anthonomus krugi
- Anthonomus kuscheli
- Anthonomus languidus
- Anthonomus laoensis
- Anthonomus latior
- Anthonomus latiusculus
- Anthonomus latus
- Anthonomus lecontei
- Anthonomus leptopus
- Anthonomus lethierryi
- Anthonomus leticiensis
- Anthonomus leucocephale
- Anthonomus leucostictus
- Anthonomus leviathan
- Anthonomus lewinsohni
- Anthonomus libertinus
- Anthonomus ligatus
- Anthonomus ligulicollis
- Anthonomus likensis
- Anthonomus limitaris
- Anthonomus lineatulus
- Anthonomus lituratus
- Anthonomus lomonga
- Anthonomus longirostris
- Anthonomus longulus
- Anthonomus longurius
- Anthonomus lugubris
- Anthonomus luteus
- Anthonomus macarioi
- Anthonomus macromalus
- Anthonomus maculatus
- Anthonomus major
- Anthonomus mali
- Anthonomus mallyi
- Anthonomus malpighiae
- Anthonomus maltanza
- Anthonomus malvae
- Anthonomus managuensis
- Anthonomus mandapussae
- Anthonomus mankinsi
- Anthonomus marialionzae
- Anthonomus marmoratus
- Anthonomus medico
- Anthonomus melanocephalus
- Anthonomus melanocholicus
- Anthonomus melanopterus
- Anthonomus melanostictus
- Anthonomus melitoni
- Anthonomus menor
- Anthonomus meon
- Anthonomus messanensis
- Anthonomus mexicanus
- Anthonomus miaephonus
- Anthonomus mica
- Anthonomus mimicanus
- Anthonomus minor
- Anthonomus mirus
- Anthonomus mixtus
- Anthonomus miyakawai
- Anthonomus modicellus
- Anthonomus moleculus
- Anthonomus molochinus
- Anthonomus mongolicus
- Anthonomus monostigma
- Anthonomus morbillosus
- Anthonomus morbosus
- Anthonomus morosus
- Anthonomus morpheus
- Anthonomus morticinus
- Anthonomus morulus
- Anthonomus multifasciatus
- Anthonomus murinofasciatus
- Anthonomus murinus
- Anthonomus musculus
- Anthonomus nanus
- Anthonomus naucrum
- Anthonomus nebulosus
- Anthonomus necrosus
- Anthonomus neosolani
- Anthonomus nigrinus
- Anthonomus nigrocapitatus
- Anthonomus nigromaculatus
- Anthonomus nigropictus
- Anthonomus nigrovariegatus
- Anthonomus nihilum
- Anthonomus nitidirostris
- Anthonomus nodifer
- Anthonomus nubiloides
- Anthonomus nubilosus
- Anthonomus nubilus
- Anthonomus nullus
- Anthonomus obesior
- Anthonomus obesulus
- Anthonomus objectum
- Anthonomus obliquatus
- Anthonomus obscurus
- Anthonomus obsoletus
- Anthonomus obtrusus
- Anthonomus obtusus
- Anthonomus ochreopilosus
- Anthonomus ocularis
- Anthonomus oenuatti
- Anthonomus okinawanus
- Anthonomus onerosus
- Anthonomus ontos
- Anthonomus opacirostris
- Anthonomus opinionis
- Anthonomus opis
- Anthonomus opous
- Anthonomus oraapis
- Anthonomus orchestoides
- Anthonomus orichalceus
- Anthonomus ornatulus
- Anthonomus ornatus
- Anthonomus oscitans
- Anthonomus ostentationis
- Anthonomus otidocephaloides
- Anthonomus ourateae
- Anthonomus ousia
- Anthonomus padi
- Anthonomus paleatus
- Anthonomus pallidulus
- Anthonomus pallidus
- Anthonomus palmeri
- Anthonomus papitrae
- Anthonomus paradoxus
- Anthonomus parafunereus
- Anthonomus paraguayanus
- Anthonomus partiarius
- Anthonomus parvidens
- Anthonomus parvulus
- Anthonomus parvus
- Anthonomus paulum
- Anthonomus pauperculus
- Anthonomus pauxillus
- Anthonomus pazmani
- Anthonomus pecki
- Anthonomus pedicularius
- Anthonomus peninsularis
- Anthonomus perforator
- Anthonomus peritus
- Anthonomus persicae
- Anthonomus pervilis
- Anthonomus philocola
- Anthonomus phoradendrae
- Anthonomus phyllocola
- Anthonomus phymosiae
- Anthonomus picipes
- Anthonomus pictus
- Anthonomus pimentai
- Anthonomus pinivorax
- Anthonomus pitangae
- Anthonomus plaga
- Anthonomus planipennis
- Anthonomus pomonae
- Anthonomus pomonum
- Anthonomus pomorum
- Anthonomus possum
- Anthonomus posthumus
- Anthonomus postscutellatus
- Anthonomus potens
- Anthonomus potestatis
- Anthonomus praetextum
- Anthonomus pravus
- Anthonomus prodigiosus
- Anthonomus profundus
- Anthonomus pruinosus
- Anthonomus pruni
- Anthonomus prunicida
- Anthonomus pruniphilus
- Anthonomus pubescens
- Anthonomus pulchellus
- Anthonomus pulicarius
- Anthonomus pumilae
- Anthonomus pumilus
- Anthonomus puncticeps
- Anthonomus punctipennis
- Anthonomus pusillus
- Anthonomus pusio
- Anthonomus pustulatus
- Anthonomus pyrenaeus
- Anthonomus pyri
- Anthonomus quadrigibbus
- Anthonomus quechpini
- Anthonomus quesnelensis
- Anthonomus quisqueyensis
- Anthonomus ratio
- Anthonomus rectirostris
- Anthonomus recula
- Anthonomus redtenbacheri
- Anthonomus reichardti
- Anthonomus rhamphoides
- Anthonomus rhinozote
- Anthonomus rileyi
- Anthonomus riparius
- Anthonomus roberti
- Anthonomus robinsoni
- Anthonomus robustulus
- Anthonomus rodriguezi
- Anthonomus rohweri
- Anthonomus rosadonetoi
- Anthonomus rosarum
- Anthonomus rosinae
- Anthonomus rostrum
- Anthonomus rotundicollis
- Anthonomus rubellus
- Anthonomus rubens
- Anthonomus ruber
- Anthonomus rubi
- Anthonomus rubidus
- Anthonomus rubiginosus
- Anthonomus rubricosus
- Anthonomus rubricus
- Anthonomus rubripes
- Anthonomus rubromaculatus
- Anthonomus ruffoi
- Anthonomus ruficollis
- Anthonomus rufipennis
- Anthonomus rufipes
- Anthonomus rufirostris
- Anthonomus rufus
- Anthonomus rupus
- Anthonomus ryukyuensis
- Anthonomus sallei
- Anthonomus salvini
- Anthonomus sanborni
- Anthonomus santacruzi
- Anthonomus santarosae
- Anthonomus scabricollis
- Anthonomus schönherri
- Anthonomus schuhi
- Anthonomus schwarzi
- Anthonomus scutellaris
- Anthonomus scutellatus
- Anthonomus seminodulosus
- Anthonomus sexguttatus
- Anthonomus sextuberculatus
- Anthonomus sibiricus
- Anthonomus signatipennis
- Anthonomus signatus
- Anthonomus silentium
- Anthonomus simiolus
- Anthonomus sine
- Anthonomus singularis
- Anthonomus sinicus
- Anthonomus sisymbrii
- Anthonomus sisyphus
- Anthonomus sobarus
- Anthonomus sobrinus
- Anthonomus solani
- Anthonomus solarii
- Anthonomus soleatus
- Anthonomus somniculosus
- Anthonomus somnium
- Anthonomus somnolentus
- Anthonomus soporatus
- Anthonomus soporis
- Anthonomus soporus
- Anthonomus sorbi
- Anthonomus sparsus
- Anthonomus sphaeralciae
- Anthonomus spilotus
- Anthonomus spinipennis
- Anthonomus spinolae
- Anthonomus spinosus
- Anthonomus squamans
- Anthonomus squamoerectus
- Anthonomus squamosus
- Anthonomus squamulatus
- Anthonomus squamulosus
- Anthonomus staelena
- Anthonomus stellatus
- Anthonomus stierlini
- Anthonomus stigmaticollis
- Anthonomus stigmosus
- Anthonomus stockwelli
- Anthonomus stolatus
- Anthonomus strandi
- Anthonomus strandiata
- Anthonomus strangulatus
- Anthonomus stupor
- Anthonomus stupulosus
- Anthonomus subchalybaeus
- Anthonomus subfasciatus
- Anthonomus subguttatus
- Anthonomus sublatus
- Anthonomus subparallelus
- Anthonomus subvittatus
- Anthonomus sugillatus
- Anthonomus sulcatus
- Anthonomus sulcicollis
- Anthonomus sulcifrons
- Anthonomus sulcipygus
- Anthonomus sunchalensis
- Anthonomus superbus
- Anthonomus suturalis
- Anthonomus suturatus
- Anthonomus suturellus
- Anthonomus sycophanta
- Anthonomus tacarani
- Anthonomus tahoensis
- Anthonomus takahashii
- Anthonomus tantillus
- Anthonomus tarquinius
- Anthonomus teapensis
- Anthonomus tectus
- Anthonomus tenebrosus
- Anthonomus tenuicornis
- Anthonomus tenuis
- Anthonomus terreus
- Anthonomus tessellatus
- Anthonomus testaceosquamosus
- Anthonomus testaceus
- Anthonomus texanus
- Anthonomus thurberiae
- Anthonomus thyasocnemoides
- Anthonomus thyasocnemoidus
- Anthonomus tibialis
- Anthonomus tigrinus
- Anthonomus tomentosus
- Anthonomus torpidus
- Anthonomus townsendi
- Anthonomus transliensis
- Anthonomus tremendus
- Anthonomus triangularis
- Anthonomus triangulifer
- Anthonomus trica
- Anthonomus tricolor
- Anthonomus tricopis
- Anthonomus tricuspis
- Anthonomus tridens
- Anthonomus triensis
- Anthonomus tripugionis
- Anthonomus trisicifer
- Anthonomus tuberculosus
- Anthonomus tuberosus
- Anthonomus uenoi
- Anthonomus ulmi
- Anthonomus undatus
- Anthonomus undulatus
- Anthonomus ungularis
- Anthonomus unicolor
- Anthonomus unicus
- Anthonomus uniformis
- Anthonomus unipustulatus
- Anthonomus uniseriatus
- Anthonomus univestis
- Anthonomus univestris
- Anthonomus valentis
- Anthonomus vanini
- Anthonomus vanus
- Anthonomus variabilis
- Anthonomus varians
- Anthonomus varicolor
- Anthonomus variegatus
- Anthonomus varipes
- Anthonomus varius
- Anthonomus venustus
- Anthonomus veracruzensis
- Anthonomus veraepacis
- Anthonomus verrucosus
- Anthonomus vesculus
- Anthonomus vespertinus
- Anthonomus vestitus
- Anthonomus veternosus
- Anthonomus victim
- Anthonomus villaticus
- Anthonomus vinarius
- Anthonomus virgo
- Anthonomus vis
- Anthonomus v-notatus
- Anthonomus vulpinus
- Anthonomus vulturiscus
- Anthonomus werneri
- Anthonomus whiteheadi
- Anthonomus wickhami
- Anthonomus wissadulae
- Anthonomus xanthocnemus
- Anthonomus xanthopus
- Anthonomus xanthoxyli
- Anthonomus xanthus
- Anthonomus xantus
- Anthonomus yarae
- Anthonomus ylem
- Anthonomus yoroi
- Anthonomus yuasi
- Anthonomus yucatanus
- Anthonomus zagluli
- Anthonomus zonarius
- Anthonomus zunilensis